# Сизов Павло Костянтинович
Павло Костянтинович Сизов (7 квітня 1916, місто Кострома, тепер Російська Федерація — 6 листопада 1988, місто Москва) — радянський діяч, завідувач відділу легкої і харчової промисловості ЦК КПРС, міністр текстильної промисловості РРФСР. Кандидат у члени ЦК КПРС у 1966—1971 роках. Депутат Верховної Ради РРФСР 9-го скликання. Депутат Верховної Ради СРСР 7—8-го скликань.

## Життєпис
Народився в родині офіціанта і домогосподарки. Батько помер у 1922 році.
З 1924 по 1931 рік навчався в неповній середній школі імені КІМу в місті Костромі, закінчив сім класів. У 1931 році вступив до комсомолу.
У 1931—1933 роках — препаратор лабораторії, в 1933—1935 роках — старший технік-плановик Науково-дослідного інституту текстильної промисловості в Москві. Одночасно навчався на робітничому факультеті при Московському інституті імені Баумана. У 1935 році закінчив курси підготовки до вищого технічного навчального закладу при Московському текстильному інституті.
У вересні 1935 — квітні 1941 року — студент Московського текстильного інституту, майстер-технолог із бавовництва.
Член ВКП(б) з 1941 року.
У липні — вересні 1941 року — змінний майстер ватерного відділу, у вересні — грудні 1941 року — начальник ремонтного відділу прядильної фабрики, в грудні 1941 — березні 1942 року — завідувач прядильної фабрики Кіровабадського бавовняного комбінату імені Серго Орджонікідзе Азербайджанської РСР.
У березні 1942 — січні 1946 року — у Червоній армії, учасник німецько-радянської війни. З березня 1942 року служив командиром саперного взводу 161-го окремого мостобудівного батальйону Південно-Західного фронту, з осені 1942 року — командиром саперного взводу 3-ї роти 156-го окремого мостобудівного батальйону, з літа 1943 року — начальником штабу 156-го окремого мостобудівного батальйону. Брав участь у боях на Сталінградському, Воронезькому, 2-му Українському фронтах.
У лютому — липні 1946 року — старший інженер технічного відділу Головного управління кордної промисловості Народного комісаріату (Міністерства) текстильної промисловості СРСР.
З липня 1946 по 1955 рік — інструктор відділу текстильної промисловості Московського міського комітету ВКП(б); заступник начальника Головного управління Міністерства легкої промисловості СРСР; секретар комітету КПРС Міністерства легкої промисловості СРСР.
У 1955—1956 роках — заступник міністра промисловості товарів широкого споживання СРСР.
У 1956 році — заступник міністра текстильної промисловості СРСР.
З 1956 року — завідувач сектора відділу легкої і харчової промисловості ЦК КПРС.
До жовтня 1965 року — завідувач відділу легкої, харчової промисловості і торгівлі ЦК КПРС по РРФСР.
У жовтні 1965 — липні 1973 року — завідувач відділу легкої і харчової промисловості ЦК КПРС.
27 липня 1973 — 22 вересня 1977 року — міністр текстильної промисловості Російської РФСР.
З вересня 1977 року — персональний пенсіонер союзного значення в Москві.
Помер 6 листопада 1988 року в Москві.

## Військове звання
- капітан

## Нагороди
- орден Вітчизняної війни ІІ ст. (6.04.1985)
- два ордени Трудового Червоного Прапора
- два ордени Червоної Зірки (11.05.1943, 17.05.1944)
- медаль «За бойові заслуги» (30.11.1942)
- медаль «За оборону Сталінграда»
- медаль «За перемогу над Німеччиною у Великій Вітчизняній війні 1941—1945 рр.» (1945)
- медалі